# Riccardo Gigante
Pour les articles homonymes, voir Gigante.
Riccardo Gigante (Fiume, 29 janvier 1881 - Castua, 4 mai 1945) est un homme politique, journaliste et entrepreneur italien.

## Biographie
Né à Fiume, dans l'empire austro-hongrois de l'époque, il est diplômé de l'Académie de commerce de la ville. En 1907, à l'âge de 26 ans, il entame une carrière de journaliste et devient le rédacteur en chef du périodique "La Giovane Fiume". En 1915, il s'engage dans l'armée et combat dans la Regio Esercito (armée de terre), où il reçoit la Croix de guerre de la valeur militaire. À la fin de la guerre, il est maire (sindaco) de Fiume (de novembre 1919 à décembre 1920), puis, avec l'annexion de Fiume à l'Italie, il rejoint le parti national fasciste (1924) et de 1930 à 1934, il est maire de Fiume. En 1934, il est nommé sénateur, poste qu'il occupe jusqu'à la chute du fascisme. En 1937, il devient également président de la "compagnie de navigation de Fiume" (Società fiumana di navigazione). 
Après la chute du fascisme, il rejoint la République sociale italienne et, en 1943, est nommé gouverneur de la province de Fiume, poste qu'il occupe pendant trois semaines. Dans le journal La Vedetta d'Italia de Fiume, il prend position contre la politique d'assimilation forcée mise en œuvre au cours des années précédentes.
Il reste dans la ville même après l'arrivée de l'armée de libération yougoslave le 3 mai 1945 et est emmené par l'OZNA (acronyme de Odjeljenje za zaštitu naroda, soit Département pour la protection du peuple) et fusillé le lendemain à Kastav.
La fosse commune où il est jeté, dans la forêt de Loza, dans la localité de Crekvina, est découverte en 1992. La tombe est creusée le 4 juillet 2018. Les ossements qui s'avèrent être ceux de 8 personnes sont exhumés, et les restes sont remis au consulat italien de Rijeka. 

Le 15 septembre de la même année, une messe est célébrée dans l'église paroissiale de Sainte-Hélène à Kastav par le curé de la paroisse, le père Franjo Jurčević, en coopération avec le consulat italien et la Société d'études fiumaines (Società di Studi Fiumani). La dépouille est ensuite retournée en Italie le 20 octobre 2018 accueillie par une cérémonie au temple ossuaire d'Udine. Après des examens effectués par les carabiniers de Parme Ris, les restes sont officiellement attribués et après une cérémonie à Udine le 13 février 2020, les restes arrivent le 14 du même mois à Gardone Riviera au mausolée du Vittoriale degli italiani construit et voulu par Gabriele d'Annunzio..

### Fonctions politiques et administratives
- Maire de Fiume (novembre 1919-décembre 1920)
- Podestat de Fiume (1930-1934)
- Gouverneur de la province du Carnaro (21 septembre-29 octobre 1943)

### Postes et titres
- Président de la Società fiumana di navigazione (compagnie maritime de Fiume) (janvier 1937)

### Commissions sénatoriales
- Secrétaire de la commission de l'éducation nationale et de la culture populaire (17 avril 1939-5 août 1943).

## Distinctions honorifiques
- Chevalier de l'Ordre des Saints-Maurice-et-Lazare - 1933
 - Grand Officier de l'Ordre de la Couronne d'Italie - 1930
 - Commandeur de l'Ordre de la Couronne d'Italie - 1924
 - Chevalier de l'Ordre de la Couronne d'Italie - 1918
 - Croix de guerre de la valeur militaire - 1915-1918

## Source
- (it) Cet article est partiellement ou en totalité issu de l’article de Wikipédia en italien intitulé « Riccardo Gigante » (voir la liste des auteurs).